# Come Together
"Come Together" é uma canção dos Beatles composta por John Lennon, creditada a dupla Lennon/McCartney, e lançada no álbum Abbey Road de 1969. A gravação teve início em 21 de julho de 1969, e foi concluída em 7 de agosto de 1969. Dura 4’20”.
Foi lançada em 6 de outubro de 1969, nos Estados Unidos, como lado B do compacto simples que tinha "Something" de George Harrison como lado A. Com este formato, foi lançada também ao redor do mundo, inclusive no Brasil.
John Lennon escreveu esta música para Timothy Leary, baseado no slogan da campanha deste para o governo da Califórnia em 1969 (Come Together, Join the Party). Tem influências da música "You Can't Catch Me", do Chuck Berry. A letra é nonsense, sujeita a interpretações diversas.
O início desta gravação marca a volta do engenheiro de som Geoff Emerick ao trabalho com os Beatles. Ele havia abandonado o quarteto no dia 16 de julho de 1968 por não suportar o clima pesado que pairava sobre as sessões de gravação na época.

## Créditos
- John Lennon - vocais principais e de apoio, guitarra rítmica, piano elétrico e palmas
- Paul McCartney - vocal de apoio e baixo
- George Harrison - guitarra solo
- Ringo Starr - bateria e maracas

## Regravações
O cantor e compositor americano Michael Jackson regravou a canção para seu álbum HIStory: Past, Present and Future, Book I (1995), após se tornar dono do catálogo com os direitos de todas as musicas dos Beatles.
O clipe da música regravada por Michael pode ser vista no final de seu filme chamado Moonwalker.
A banda britânica Arctic Monkeys apresentou a musica durante a Cerimônia de abertura dos Jogos Olímpicos de Verão de 2012.
O cantor britânico Joe Cocker cantou essa música no filme  Across The Universe, de  2007.

## Versão Aerosmith
A banda de hard rock norte-americana Aerosmith fez um dos primeiros e mais famosos covers de "Come Together". Foi gravada em 1978 e aparece na trilha sonora do filme Sgt. Pepper's Lonely Hearts Club Band, no qual a banda também apareceu. O single foi um sucesso imediato e alcançou a posição de número 23 na Billboard Hot 100, seguindo na linha de singles do Aerosmith que entraram no Top 40 durante os anos 70. Contudo, foi o último single da banda a entrar neste Top 40 durante quase uma década.
Uma demo rara do single foi lançada antes do álbum Live! Bootleg. O cover também integrou a coletânea Aerosmith's Greatest Hits, lançada em 1980. A partir de então, a música apareceu em diversos álbuns ao vivo e coletâneas da banda, além de fazer parte da trilha sonora do filme Armageddon, a qual todas as músicas são do Aerosmith. Esta versão ainda é frequentemente ouvida em rádios e estações de Rock e a banda ainda toca o cover ao vivo.